# Fresa (eina)

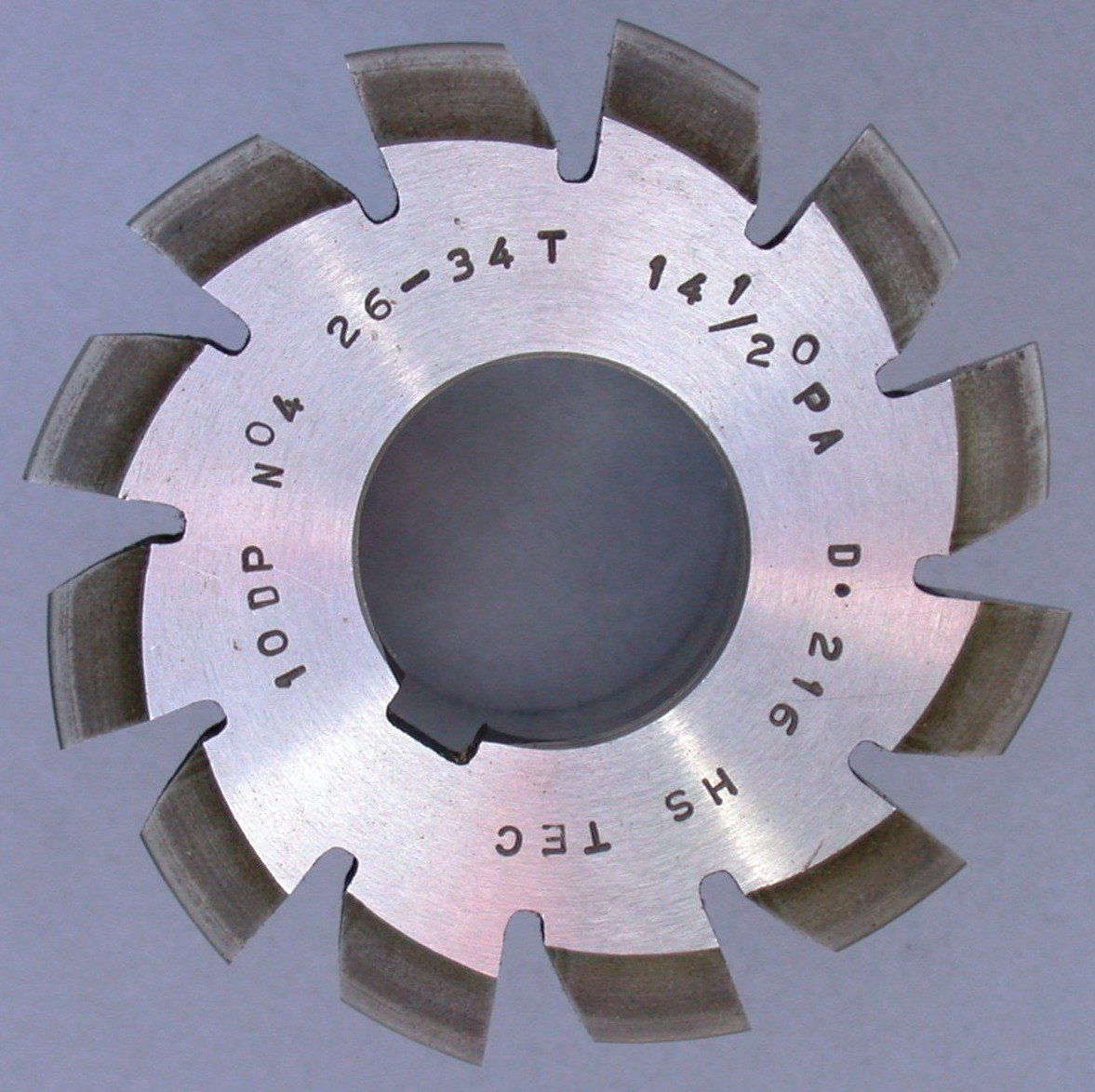
Fresa de mòdul de perfil constant.

La fresa és una peça circular, de tall múltiple, usada en màquines fresadores per al mecanitzat de peces. Les dents tallants de les freses poden ésser rectilínies o helicoidals, i de perfil recte o formant un angle determinat. Les freses per mecanitzats de grans sèries i materials durs, porten incorporades plaquetes de metall dur (widia), o de metalceràmica (cermet) que es fixen mitjançant cargols de fixació sobre els discos de les freses. El nombre de dents d'una fresa depèn del seu diàmetre, de la quantitat d'encenall que ha d'arrencar, de la duresa del material i del tipus de fresa. Amb la implantació massiva de centres de mecanitzat (CNC) s'han dissenyat freses d'una gran qualitat i varietat per a tota mena de mecanitzacions.

## Els Tipus de freses

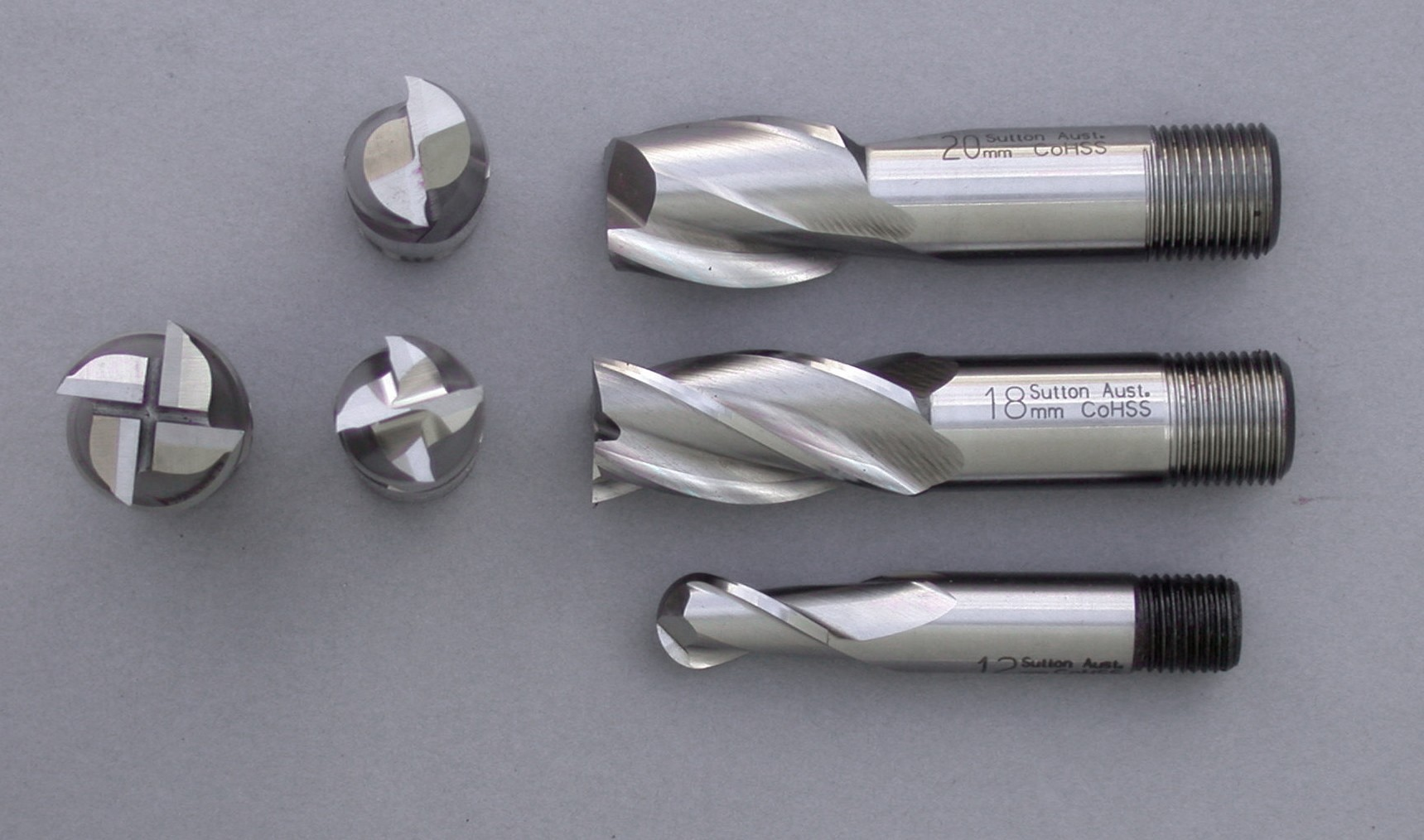
Freses cilíndriques de diverses aplicacions.

- Les Freses cilíndriques: El seu mànec és cilíndric i s'agafen a la màquina mitjançant pinces especials de collament d'acord amb el diàmetre que tingui el mànec. La seva forma de treballar és semblant a la broca, però amb un poder de tall més gran i que no fan forats sinó que mecanitzen ranures, chaveteros, avellanes, etc. Les més emprades d'aquest tipus de broques tenen 2 o 4 llavis. Una variant d'aquestes freses són les que tenen forma de T i són emprades per al mecanitzat de ranures i chaveteros. Un exemple de freses mandrils especials són les que fan servir els dentistes per atacar les càries dentals i fer els allotjaments per als empastaments.

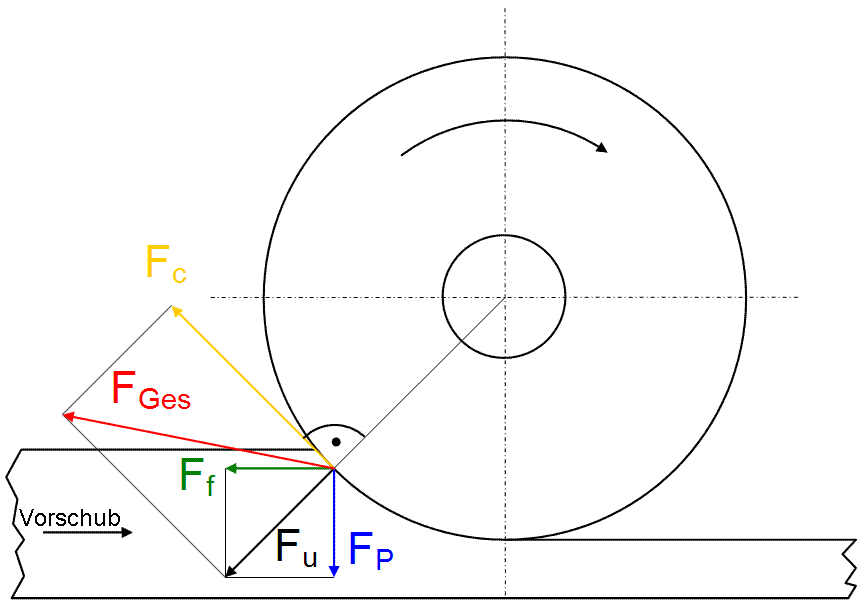
Moviment de tall i avanç d'una fresa

- Les Freses circulars : Aquestes freses tenen forma de disc amb un forat central que s'acobla a l'eix portafreses, que li imprimeix el moviment circular que tenen, solen ésser d'acer ràpid i la forma de les dents els permet que siguin capaços de tallar de manera frontal i lateral al mateix temps. El seu poder de tall és més gran que el de les cilíndriques, perquè tenen moltes més dents i és més forta la seva subjecció a l'eix portafresas. Quan el tall està deteriorat poden ésser afilades en màquines especials d'afilar freses.

- Les Freses circulars de perfil constant : Són freses circulars, les dents estan tallades amb una geometria especial, com ara ràdios o les més importants amb el perfil de les dents dels diferents tipus d'engranatge que es poden mecanitzar en les freses. Les freses d'engranatges estan normalitzades d'acord amb el Mòdul o Diametral Pitch que tinguin. El tallat d'engranatges amb fresadores universals i plat divisor ja s'utilitza molt poc, perquè són molt més productives i exactes el tallat d'engranatges amb freses mares, que s'utilitzen en un altre tipus de màquina.

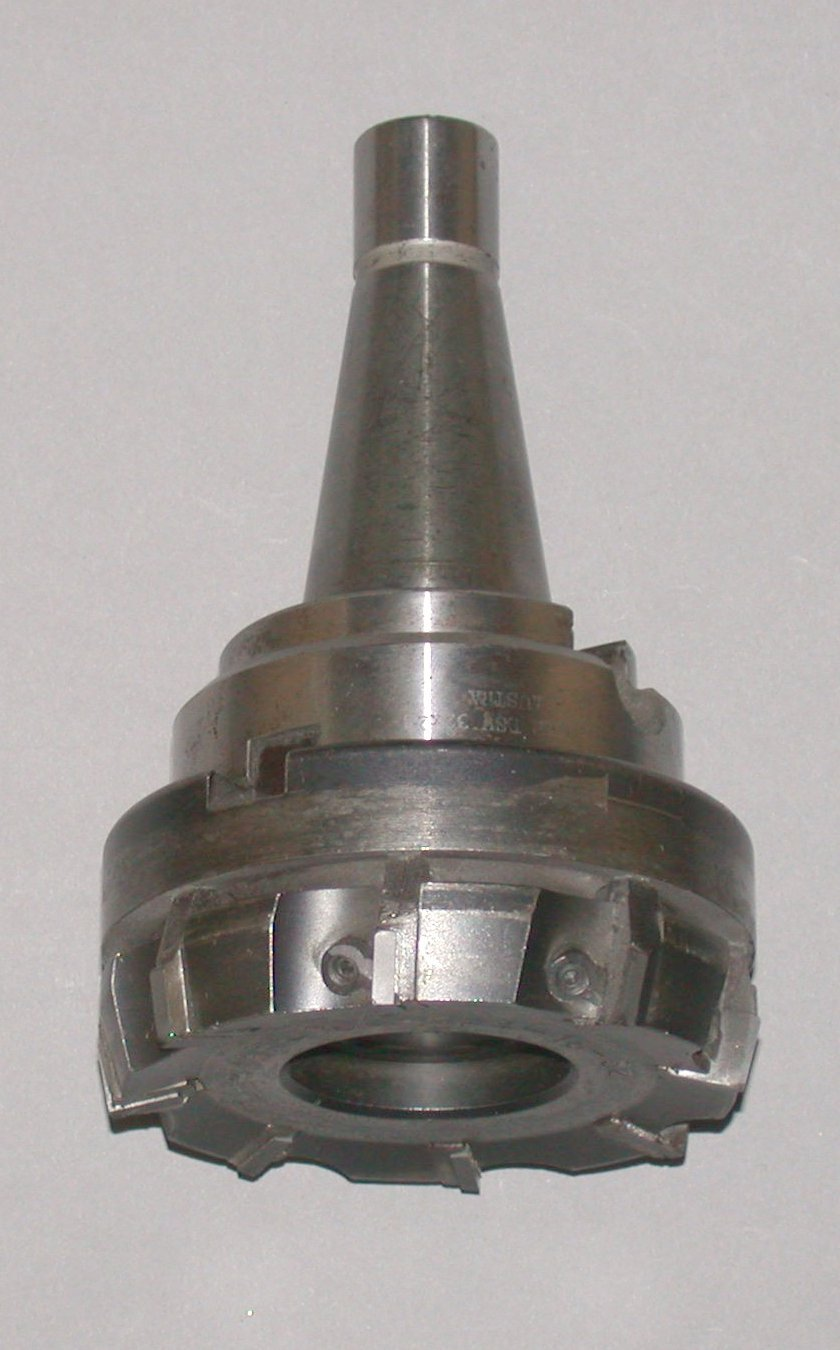
Fresa de plat de plaquetes de metall dur.

- Freses de plat : Les freses de plat són les freses més populars en les fresadores perquè s'empren en les tasques de cubicatge de les peces cúbiques, és a dir, la mecanització i planejat de les cares que componen les peces cúbiques. Aquestes peces de vegades són de grans dimensions i tenen grans superfícies que han d'ésser planejades. Per mecanitzar aquestes peces de grans dimensions s'utilitzen fresadores amb capçal vertical, a les quals se'ls s'acobla una fresa de plat tan gran com sigui possible per a mecanitzar la peça desitjada d'una sola passada. Aquestes freses de plat són de plaquetes de metall dur (widia) perquè permeten la seva reposició d'una forma ràpida i perquè poden treballar a velocitats de tall elevades.

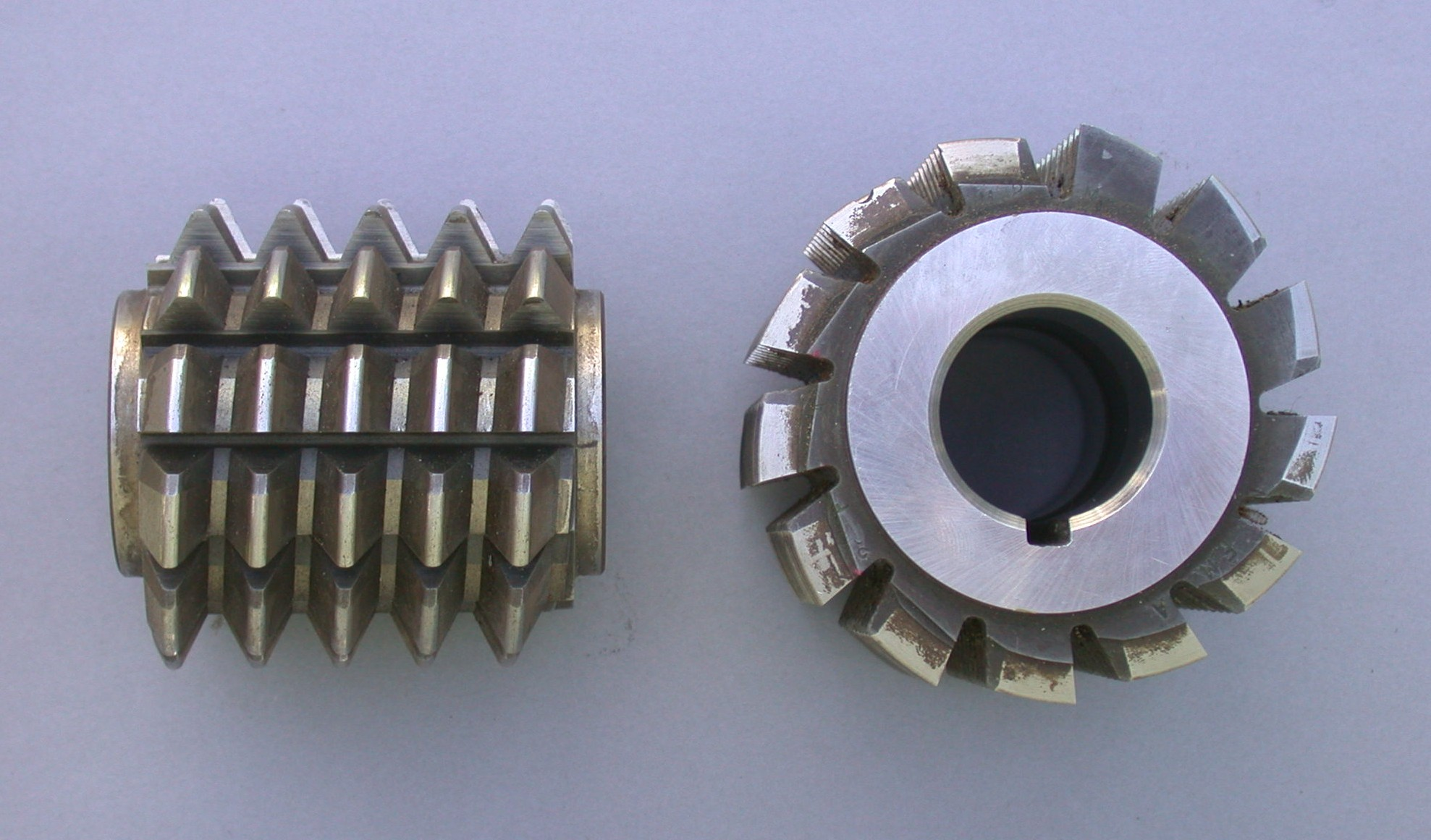
Fresa mare.

- Freses mare : Per a la fabricació en sèrie d'engranatges s'utilitzen unes màquines especials on es poden tallar amb exactitud i rapidesa tot tipus d'engranatges que s'utilitzen en la indústria. Per al tallat d'engranatges cònics helicoidals les freses i les màquines són d'una gran dificultat constructiva, i per això, només hi ha dos o tres fabricants mundials d'aquest tipus de màquines.

## Esmolada de freses

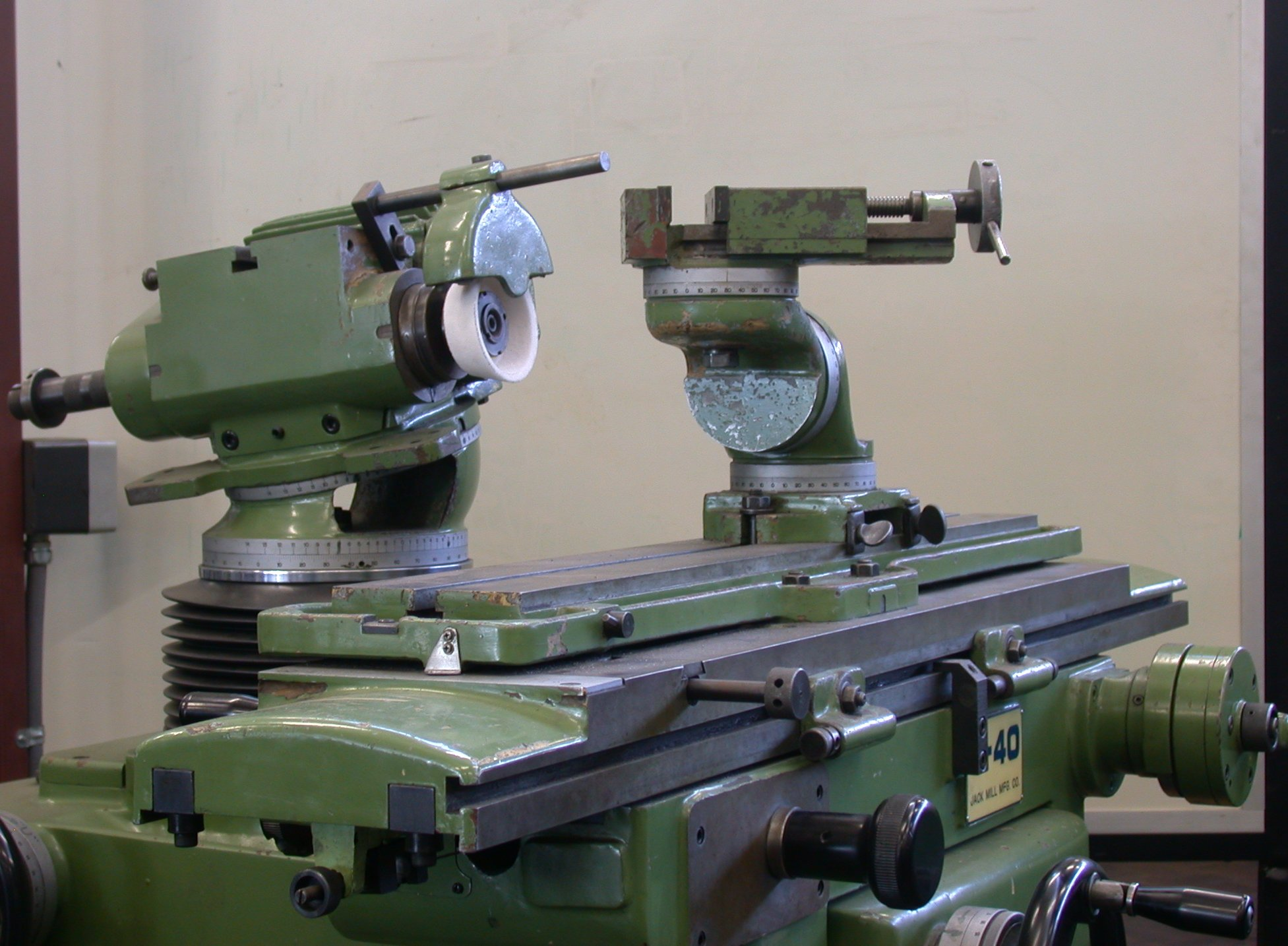
Afiladora universal.

La forma constructiva de les freses d'acer ràpid permet que quan els talls de tall estan desgastats puguin ésser afilats novament mitjançant unes màquines d'afilar dissenyades per a aquesta tasca. Hi ha un tipus de màquina esmoladora universal que amb els accessoris adequats i les moles adequades permeten l'afilat de broques, escariadores i freses frontals i cilíndriques.

## Característiques de les plaquetes de carbur metàl·lic

Fresa de planejar amb plaquetes de carbur metàl·lic quadrades.

Fresa de perfilar amb plaquetes rodones.

La qualitat de les plaquetes de carbur metàl·lic se selecciona tenint en compte el material de la peça, el tipus d'aplicació i les condicions de mecanitzat.
La varietat de les formes de les plaquetes és gran i està normalitzada. Així mateix la varietat de materials de les eines modernes és considerable i està subjecta a un desenvolupament continu.
Els principals materials de les plaquetes de metall dur per fresatge són els que es mostren en la següent taula:
| Material                | Símbol     |
| ----------------------- | ---------- |
| Metalls durs recoberts  | HC         |
| Metalls durs            | H          |
| Cermets                 | HT, HC     |
| Ceràmiques              | CA, CN, CC |
| Nitrur de bor cúbic     | BN         |
| Diamants policristalins | DP, HC     |

L'adequació dels diferents tipus de plaquetes segons sigui el material a mecanitzar s'indiquen a continuació i es classifiquen segons una norma ISO/ANSI per indicar les aplicacions amb relació a la resistència i la tenacitat que tenen.
| SÈRIE   | ISO                        | Característiques |
| Sèrie P | ISO 01, 10, 20, 30, 40, 50 | Ideals per al mecanitzat d'acer, acer fos, i acer mal·leable d'encenall llarga.                                                                    |
| Sèrie M | ISO 10, 20, 30, 40         | Ideals per fresar acer inoxidable, ferrític i martensítico, acer fos, acer al manganès, fosa aleada, fosa mal·leable i acer de fàcil mecanització. |
| Sèrie K | ISO 01, 10, 20, 30         | Ideal per al fresatge de fosa grisa, fosa en coquilla, i fosa mal·leable d'encenall curta.                                                         |
| Sèrie N | ISO 01, 10. 20, 30         | Ideal per al fresatge de metalls no-fèrrics |
| Sèrie S |                            | Poden ser de base de níquel o de base de titani. Ideals per al mecanitzat d'aliatges termorresistentes i súperaleaciones.                          |
| Sèrie H | ISO 01, 10, 20, 30         | Ideal per al fresatge de materials endurits. |

### Codi dels formats de les plaquetes de widia

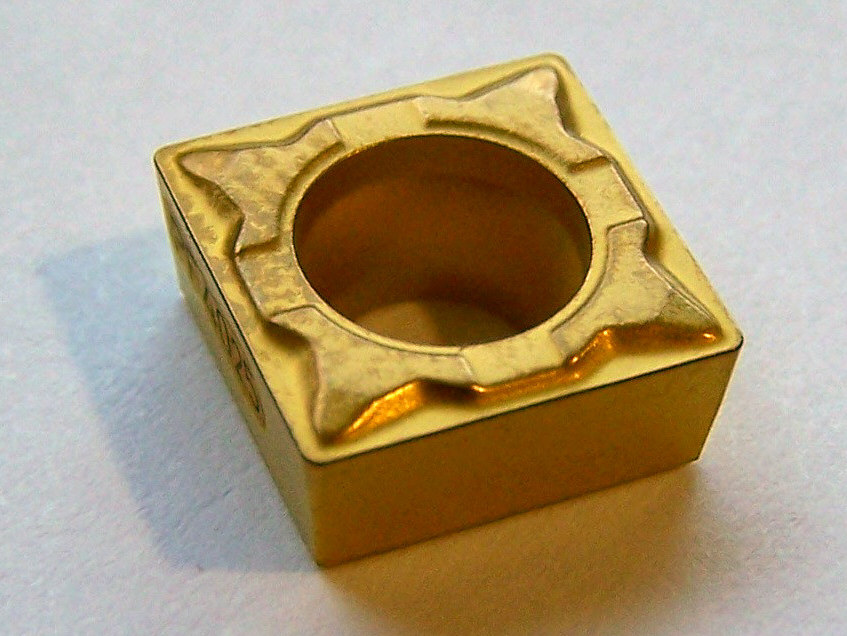
Plaqueta de widia quadrada

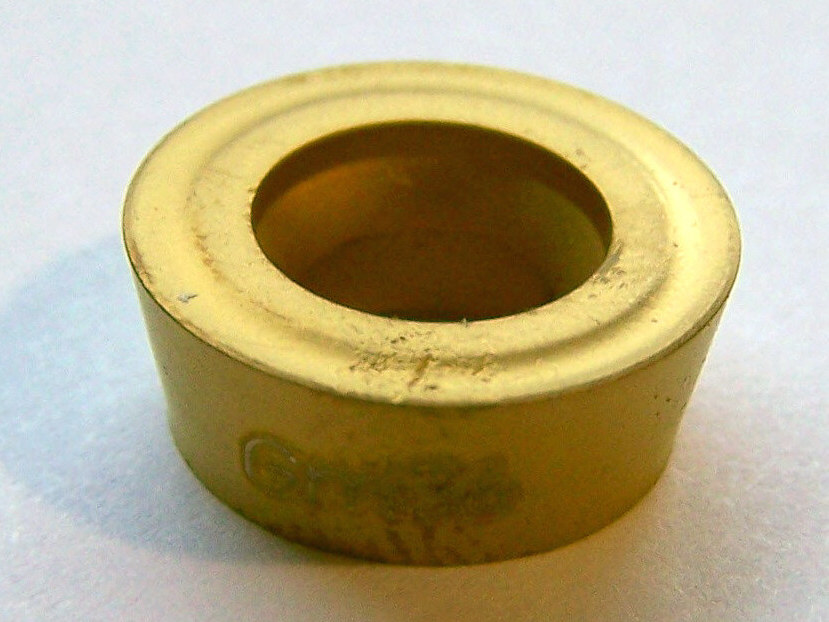
Plaqueta de widia rodona

Com hi ha tanta varietat en les formes geomètriques, mides i angles de tall, hi ha una codificació normalitzada composta de quatre lletres i sis números on cada lletra i cada número indica una característica determinada del tipus de plaqueta corresponent.
```
Exemple de codi de plaqueta: SNMG 160.408 HC 
```

- La primera lletra indica la forma geomètrica de la plaqueta. Existeixen les següents formes geomètriques de plaquetes:

```
W, Hexagonal 80 º; C, ròmbica 80 º; T, Triangular; D, ròmbica 55 º; V, ròmbica 35 º; L, Rectangular, S, Quadrada; R, Rodona.
```

- La segona lletra indica el valor de l'angle d'incidència de tall de la plaqueta:

```
A 3 º, B 5 º C 7 º, D 15 º, I 20 º, F 25 º, G 30 º, N 0 º, P 11 º.
```

- La tercera lletra indica la tolerància que té la plaqueta en ràdio i gruix. Existeixen els següents graus de tolerància: J, K, L, M, N, O.

- La quarta lletra indica el tipus de subjecció que té la plaqueta al portaeines:

```
A amb forat sense avellanar, G amb forat 
trenca-rebaixadures
 en dues cares, M amb forat trenca-rebaixadures en una cara, N sense forat i sense trenca-rebaixadures, W amb forat avellanat en una cara, T amb forat avellanat i trenca-rebaixadures en una cara, R sense forat i amb trenca-rebaixadures en una cara, X característica no estàndard.
```

- Les dues primeres xifres indiquen la longitud en mm de l'aresta de tall de la plaqueta.

- Les dues xifres següents indiquen el gruix en mm de la plaqueta.

- Les dues últimes xifres indiquen el radi de punta de la plaqueta.

A aquest codi general el fabricant de la placa hi pot afegir dues lletres per indicar la qualitat de la plaqueta o l'ús recomanat.